# Caderousse
 Caderousse  es una población y comuna francesa, en la región de Provenza-Alpes-Costa Azul, departamento de Vaucluse, en el distrito de Aviñón y cantón de Orange-Ouest.
Está integrada en la Communauté de communes des Pays de Rhône et Ouvèze.

## Demografía
| 1667 | 2027 | 2007 | 2260 | 2496 | 2496 |
| Para los censos de 1962 a 1999 la población legal corresponde a la población sin duplicidades (Fuente: INSEE [Consultar]) |      |      |      |      |      |